# Wally Hase

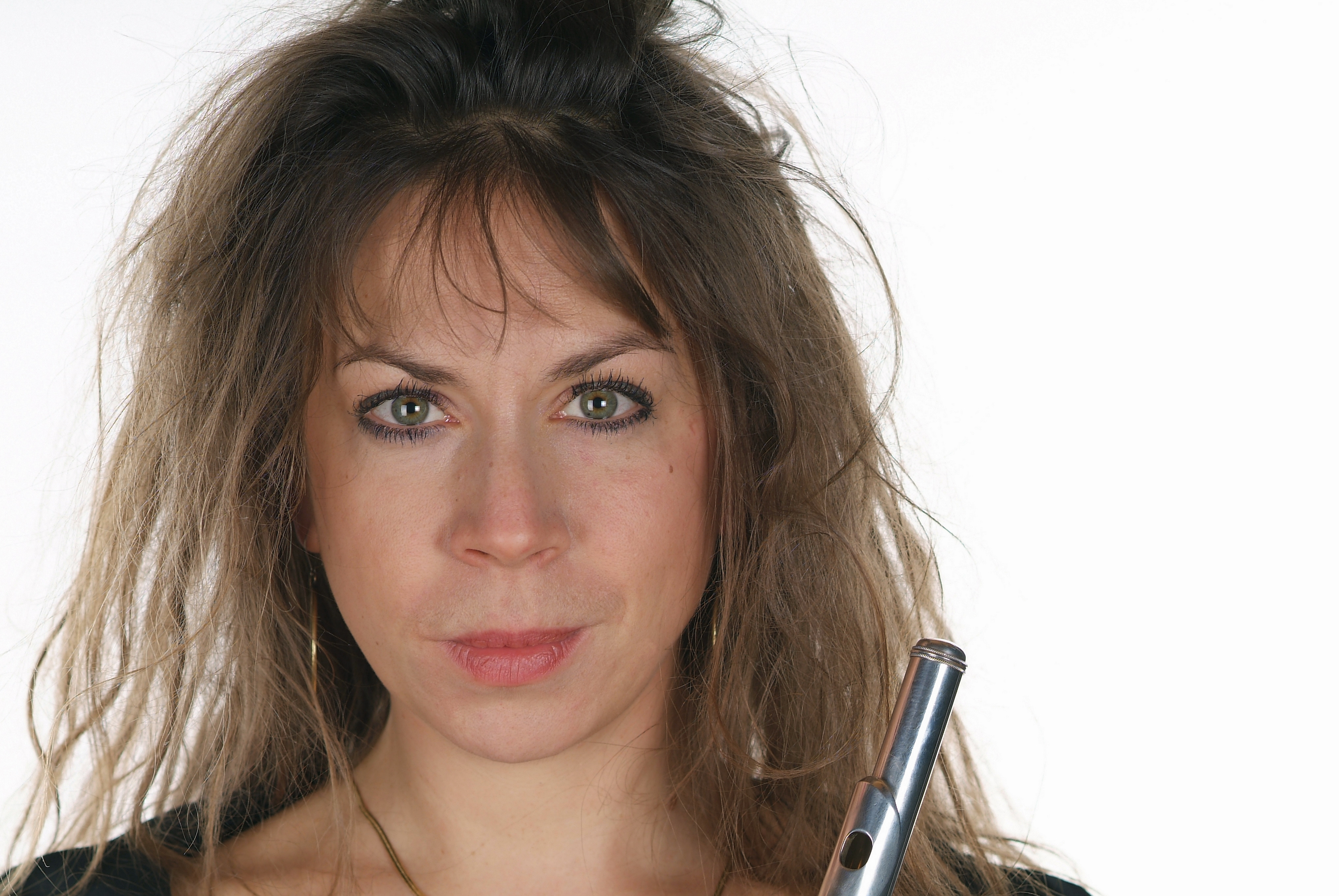
Wally Hase (2012)

Wally Hase (* 1969 in Freiburg im Breisgau) ist eine deutsche Flötistin.

## Leben
1986 begann Hase bei Karl Friedrich Mess ihr Studium an der Hochschule für Musik in Stuttgart, nachdem sie im gleichen Jahr ein Stipendium zum Weltjugendorchester in die USA geführt hatte. Ihr Studium setzte sie bei Jean-Claude Gérard und Aurèle Nicolet fort. Als Mitglied im Festspielorchester Ludwigsburg unternahm sie Tourneen nach China, Japan und Südamerika. 1989 konzertierte sie in Neuseeland beim Festival of the Arts. 1990 war sie Stipendiatin der Richard-Wagner-Gesellschaft Bayreuth. Zwischen 1990 und 1993 war sie Mitglied im Karlsruher Ensemble 13 sowie im Bach Collegium Stuttgart unter der Leitung von Helmuth Rilling.
Noch vor Beendigung ihres Studiums wurde Wally Hase mit 22 Jahren Soloflötistin der Staatskapelle Weimar, diese Position hatte sie bis 2009 inne. Seit 2008 verbindet sie eine regelmäßige Zusammenarbeit mit der Camerata Salzburg. Als Soloflötistin arbeitet sie u. a. mit der Staatskapelle Dresden, den Radiosinfonieorchestern
SWR Freiburg-BadenBaden, MDR Leipzig und WDR Köln und der Cappella Andrea Barca, Leitung Andras Schiff.
Neben Solokonzerten wie z. B. mit der Camerata Salzburg, der Dresdner Philharmonie, dem Folkwang Kammerorchester, der Robert Schumann Philharmonie Chemnitz tritt sie häufig als Kammermusikerin in Erscheinung – so im Duo mit dem Gitarristen Thomas Müller-Pering, dem Trio Lobkowitz Wien und dem Mandelring Quartett. Das Projekt „Musik & Lyric“ entstand in Zusammenarbeit mit Jan Philipp Reemtsma.
2006 wurde sie mit dem Preis der deutschen Schallplattenkritik, 2007 mit dem Leopold ausgezeichnet.
2000 wurde Wally Hase als Professorin für Flöte an die Hochschule für Musik Franz Liszt Weimar berufen, von 2014 bis 2018 hatte sie zusätzlich eine Gastprofessur an der Universität für Musik Krakau. Seit Oktober 2018 ist sie Professorin für Flöte an der Universität für Musik und darstellende Kunst Wien.
Hase führt ein reiches Konzertleben mit Recitals, Solokonzerten sowie Kammermusik und gibt Meisterkurse in Europa, Australien, Asien und Südamerika. Zahlreiche Aufnahmen bei verschiedenen Rundfunkanstalten, CD-Aufnahmen mit Solo- und Kammermusik und eine internationale Jurytätigkeit ergänzen ihrer musikalischen Aktivitäten.
Wally Hase ist Haynes Artist und spielt auf einer Silberflöte von Wm.S.Haynes / Boston.

## Auszeichnungen
- Preis der deutschen Schallplattenkritik (2006)
- Leopold (2007)

## Diskographie (Auswahl)

### Solo-Konzerte
- Weimarer Klassik 2, u. a. T. M. Eberwein, Concertante F-Dur op. 67, Quintett-Konzert für Flöte, Oboe, Klarinette, Fagott, Horn und Orchester, Solobläser der Staatskapelle Weimar, AMU-Records LC8809081-2 (1994)
- Tritonus Wimares, u. a. Erwin Schulhoff, Doppelkonzert für Flöte und Klavier WV 89, Wally Hase – Flöte & Heidi Sophia Hase – Klavier, MDG 6311015-2 (2000)
- Festliche Weihnachtskonzerte, u. a. G. Ph. Telemann, Konzert a-moll für zwei Flöten und Orchester, Wally Hase & Annette Hartig - Soloflöte, Deutsche Schallplatte (2000)
- Konzert im Weimarer Schloss, u. a. Joh. Chr. Bach, Flötenkonzert D-Dur, Wally Hase - Soloflöte, Thüringisches Kammerorchester Weimar, W. D. Hauschild, Deutsche Schallplatte (2001)

### Kammermusik
- Musika Jani, Werke von W. Fr. Bach, A. Romberg, P. Hindemith, T. Takemitsu, J. Françaix, Annette Hartig - Flöte & Wally Hase - Flöte/G-Altflöte, Carillon Germany 24.754 (1995)
- Tritonus Wimares, I. Strawinski, Werke für Kammerorchester, MDG 6310717-2 (1996)
- Klangwerkstatt Weimar, „Entartete Musik“ 1938 – Weimar und die Ambivalenz, P. Hindemith: Die junge Magd, E. Toch : Vanity of vanities, Hochschule für Musik F. Liszt Weimar (1999)
- Lyric pieces, Werke von F. Schubert und E. Grieg, Wally Hase - Flöte & Thomas Müller-Pering - Gitarre, dpn 8113 (2002)
- Romances, Hector Berlioz, Romanzen, u. a. mit C. Sonne-Bücklers - Sopran, Wally Hase - Flöte & Thomas Müller-Pering - Gitarre, audiomax–Dabringhaus u Grimm (2003)
- Jorinde und Joringel, Klassikhörbuch für Kinder, Samuel Weiss - Erzähler, Wally Hase - Flöte/Altflöte & Thomas Müller-Pering - Gitarre, Edition Seeigel (2006)
- Círculo Mágico, Werke von A. Piazzolla, M. Ravel, C. Machado, E. Cordero, S. Assad, Wally Hase - Flöte & Thomas Müller-Pering - Gitarre, Animato (2007)
- Du, ich und zuweilen Liebe, Liebesgedichte und Musik ausgewählt und gelesen von Jan Philipp Reemtsma, Wally Hase - Flöte & Thomas Müller-Pering - Gitarre, Hoffmann und Campe (2007)